# Estado plurinacional

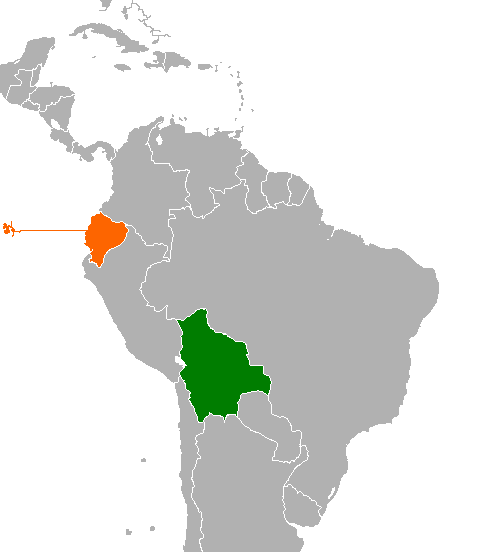
Mapa de países que adoptaron el modelo de Estado plurinacional

Un estado plurinacional es la organización política y jurídica de una sociedad con varias naciones unidas en un solo estado. Este estado tiene un gobierno representativo plurinacional, y está sujeto a una única Constitución Nacional.
El estado plurinacional se forma a través de una descentralización política y administrativa, donde el sistema administrativo es culturalmente heterogéneo y permite la participación de todos los grupos y sectores sociales. Entre los elementos de un estado plurinacional incluyen: el ser plural, descentralizado y autónomo.
El estado plurinacional se contrapone a la idea napoleónica de «Una Nación=Un Estado»; concluyendo que «una Nación no necesariamente debe conformar su propio estado, sino que varias naciones pueden conformar un solo estado».

## Contexto
En el plurinacionalismo, la idea de nacionalidad es plural, lo que significa que hay varias naciones que forman un cuerpo dentro de una comunidad organizada. 
Un estado plurinacional implica la existencia de múltiples comunidades políticas y una asimetría constitucional: el uso del plurinacionalismo ayuda a evitar la división de sociedades en estados o países. 
La democracia plurinacional consiste en el reconocimiento de múltiples "demoi" (grupos de población o pueblos) en un estado.

## Naturaleza jurídica
El estado plurinacional tiene base en el Principio de la Plurinacionalidad que es el principio político que permite aspirar al pleno ejercicio de los derechos de todas las naciones que existen en un estado. Existen distintas definiciones de nación, aunque son pocas las definiciones propiamente jurídicas. La constitución boliviana de 2009 define a las naciones como:

“…toda la colectividad humana que comparta identidad cultural, idioma, tradición histórica, instituciones, territorialidad y cosmovisión, … .”
Constitución de Bolivia de 2009, Art. 30, numeral I

De otro lado, se ha definido en doctrina a las naciones como:

Una Nación es una Comunidad en las que sus componentes se reconocen por adelantado en una institucionalidad a la que reconocen como propia y, dentro de la cual, integran sus luchas sociales, sus competencias y mentalidades.
Alvaro García Linera

El reconocimiento de un estado plurinacional implica una reestructuración del poder en el estado. El poder, bajo la lógica del estado-nación, reside en la Nación hegemónica-dominante. Por lo tanto, las estructuras estatales y de poder se construyen en torno a la Nación hegemónica. Desde una perspectiva plurinacional, el poder se reestructura y este se comparte entre las distintas naciones que habitan en un país. Así, las naciones tienen derecho a ser parte de la estructura estatal y obtener representación en este. Un ejemplo de la reestructuración y compartición del poder en un estado plurinacional es la existencia de Congresos con escaños reservados a pueblos originarios; la existencia de Tribunales Constitucionales y Poderes Judiciales Plurinacionales (con jueces que representen a las distintas naciones y apliquen su propio derecho, bajo una perspectiva de pluralismo jurídico). Incluso, se puede hablar de un Poder Ejecutivo Plurinacional, donde ciertos puestos de Gobierno (Ministros, Secretarios Generales, etcétera) estén reservados para funcionarios de las distintas naciones que componen un territorio.
Un estado plurinacional tiene como características jurídicas las siguientes:
1. Reconocimiento jurídico de las distintas naciones que componen un estado y el otorgamiento de derechos políticos. En contraposición a la idea de estado-nación, se reconoce que son distintas las naciones que componen un país. Este reconocimiento debe venir acompañado con derechos políticos de las nacionales reconocidas, tales como:
  1. Derecho a la libre determinación y a la territorialidad.
  2. A que las instituciones propias de cada nación formen parte de la estructura general del estado.
  3. A la propiedad intelectual colectiva de sus saberes, ciencias y conocimientos, así como a su valoración, uso, promoción y desarrollo.
  4. A la educación intracultural, intercultural y plurilingüe en todo el sistema educativo.
  5. Al ejercicio de sus sistemas políticos, jurídicos y económicos acorde a su cosmovisión.
  6. A la gestión territorial indígena autónoma.
  7. A la participación en los órganos e instituciones del estado.
2. Reconocimiento del pluralismo político. El estado reconoce que las distintas formas de elección que tienen las distintas naciones que componen un territorio son válidas y les dota de eficacia jurídica. En este punto, se concibe que el mecanismo a través del cual las naciones eligen a sus autoridades políticas son democráticas en sí mismas. El modelo de elección mediante el voto universal, de esta manera, no se concibe como el únicamente válido.
3. Reconocimiento del pluralismo económico. En este ámbito, se reconoce que dentro de un país, con base en la territorialidad de cada nación, pueden y deben coexistir distintos modelos económicos y de desarrollo. Así, coexisten concepciones de propiedad privada, con la propiedad colectiva o la propiedad comunal, todas ellas protegidas constitucionalmente. Asimismo, los modelos económicos comunitarios son protegidos de acuerdo a las concepciones económicas de cada nación integrante del estado.
4. Reconocimiento del pluralismo jurídico. Las Constituciones reconocen que son distintas las fuentes del Derecho, más allá de las concepciones clásicas del Derecho Romano-Germánico. Por lo tanto, el derecho "oficial" del estado coexiste con los demás sistemas jurídicos de las otras naciones. Por ejemplo, un Código Penal o Civil aprobado por el Congreso coexiste y no sería aplicable en el ámbito territorial de otra nación que desarrolla su propio sistema jurídico consuetudinario. La pluralidad jurídica debe ser plena, sin una tendencia a la predominancia o a la asimilación del Derecho "oficial".
5. Interculturalidad como principio constitucional. Las relaciones jurídicas, políticas, económicas, sociales, educativas, sanitarias, etcétera, se enmarcan dentro del concepto de relaciones interculturales. Las culturas de las distintas naciones que componen un territorio se encuentran en condición de igualdad, por lo que no existe predominancia de una sobre otra: la relación entre culturas cambia de ser una vertical a una horizontal. Los conocimientos, tradiciones, manifestaciones, etcétera, de todas las naciones se encuentren en condición de igualdad, por lo que el diálogo y el intercambio de conocimiento se da nivel intercultural: diálogo entre iguales.

## Estado plurinacional y Estado pluricultural
El concepto de Estado plurinacional es distinto al de estado pluricultural. El estado pluricultural es una construcción propia del constitucionalismo europeo a través del cual se buscó dar solución a los conflictos territoriales y culturales propios de las democracias posteriores al 2.ª Guerra Mundial. Así, el modelo de estado pluricultural se construye sobre la idea de estado-nación: Una única Nación que compone el estado, pero con distintas culturas. Bajo este concepto, las diversas culturas tendrían que asimilarse a la Nación oficial. De esta manera, en tanto no se reconoce la existencia de diversas naciones y, por tanto, diferentes colectividades que requieren derechos colectivos políticos propios, el modelo de estado pluricultural tiende hacia el asimilacionismo por parte de la Nación hegemónica dominante.
Algunos ejemplos de estado pluricultural son:
- España
- Reino Unido
- Rusia
- Países Bajos
- Canadá

Países de América Latina adoptaron el modelo de estado pluricultural:
- Colombia
- Perú
- México

| Estado plurinacional                | Estado pluricultural                |
| ----------------------------------- | ----------------------------------- |
| Pueblos indígenas y/u originarios   | Comunidades                         |
| Naciones                            | Minorías                            |
| Persona jurídica de Derecho Público | Persona jurídica de Derecho Privado |
| Territorio                          | Tierra / derecho de propiedad       |
| Derechos territoriales              | Propiedad comunal                   |
| Interculturalidad                   | Hegemonía cultural                  |

## Estados plurinacionales

### Ecuador
En la Constitución de 2008 se declara como un Estado Plurinacional:

«El Ecuador es un Estado constitucional de derechos y justicia, social, democrático, soberano, independiente, unitario, intercultural, plurinacional y laico. Se organiza en forma de república y se gobierna de manera descentralizada».
Constitución de Ecuador de 2008, Art. 1

«La nacionalidad ecuatoriana es el vínculo jurídico político de las personas con el Estado, sin perjuicio de su pertenencia a alguna de las nacionalidades indígenas que coexisten en el Ecuador plurinacional»
Constitución de Ecuador de 2008, Art.6

«En el marco de la organización político administrativa podrán conformarse circunscripciones territoriales indígenas o afroecuatorianas, que ejercerán las competencias del gobierno territorial autónomo correspondiente, y se regirán por principios de interculturalidad, plurinacionalidad y de acuerdo con los derechos colectivos».
Constitución de Ecuador de 2008, Art.257

Asimismo la Constitución ecuatoriana (artículo 57) reconoce los siguientes derechos colectivos a sus naciones:

"1. Mantener, desarrollar y fortalecer libremente su identidad, sentido de pertenencia, tradiciones ancestrales y formas de organización social. 

2. No ser objeto de racismo y de ninguna forma de discriminación fundada en su origen, identidad étnica o cultural. 

3. El reconocimiento, reparación y resarcimiento a las colectividades afectadas por racismo, xenofobia y otras formas conexas de intolerancia y discriminación. 

4. Conservar la propiedad imprescriptible de sus tierras comunitarias, que serán inalienables, inembargables e indivisibles. Estas tierras estarán exentas del pago de tasas e impuestos. 

5. Mantener la posesión de las tierras y territorios ancestrales y obtener su adjudicación gratuita. 

6. Participar en el uso, usufructo, administración y conservación de los recursos naturales renovables que se hallen en sus tierras. 

7. La consulta previa, libre e informada, dentro de un plazo razonable, sobre planes y programas de prospección, explotación y comercialización de recursos no renovables que se encuentren en sus tierras y que puedan afectarles ambiental o culturalmente; participar en los beneficios que esos proyectos reporten y recibir indemnizaciones por los perjuicios sociales, culturales y ambientales que les causen. La consulta que deban realizar las autoridades competentes será obligatoria y oportuna. Si no se obtuviese el consentimiento de la comunidad consultada, se procederá conforme a la Constitución y la ley. 

8. Conservar y promover sus prácticas de manejo de la biodiversidad y de su entorno natural. El Estado establecerá y ejecutará programas, con la participación de la comunidad, para asegurar la conservación y utilización sustentable de la biodiversidad. 

9. Conservar y desarrollar sus propias formas de convivencia y organización social, y de generación y ejercicio de la autoridad, en sus territorios legalmente reconocidos y tierras comunitarias de posesión ancestral. 
 
10. Crear, desarrollar, aplicar y practicar su derecho propio o consuetudinario, que no podrá vulnerar derechos constitucionales, en particular de las mujeres, niñas, niños y adolescentes. 

11. No ser desplazados de sus tierras ancestrales. 

12. Mantener, proteger y desarrollar los conocimientos colectivos; sus ciencias, tecnologías y saberes ancestrales; los recursos genéticos que contienen la diversidad biológica y la agrobiodiversidad; sus medicinas y prácticas de medicina tradicional, con inclusión del derecho a recuperar, promover y proteger los lugares rituales y sagrados, así como plantas, animales, minerales y ecosistemas dentro de sus territorios; y el conocimiento de los recursos y propiedades de la fauna y la flora. 

Se prohíbe toda forma de apropiación sobre sus conocimientos, innovaciones y prácticas. 

13. Mantener, recuperar, proteger, desarrollar y preservar su patrimonio cultural e histórico como parte indivisible del patrimonio del Ecuador. El Estado proveerá los recursos para el efecto. 
 
14. Desarrollar, fortalecer y potenciar el sistema de educación intercultural bilingüe, con criterios de calidad, desde la estimulación temprana hasta el nivel superior, conforme a la diversidad cultural, para el cuidado y preservación de las identidades en consonancia con sus metodologías de enseñanza y aprendizaje. 

Se garantizará una carrera docente digna. La administración de este sistema será colectiva y participativa, con alternancia temporal y espacial, basada en veeduría comunitaria y rendición de cuentas. 

15. Construir y mantener organizaciones que los representen, en el marco del respeto al pluralismo y a la diversidad cultural, política y organizativa. El Estado reconocerá y promoverá todas sus formas de expresión y organización. 

16. Participar mediante sus representantes en los organismos oficiales que determine la ley, en la definición de las políticas públicas que les conciernan, así como en el diseño y decisión de sus prioridades en los planes y proyectos del Estado. 

17. Ser consultados antes de la adopción de una medida legislativa que pueda afectar cualquiera de sus derechos colectivos. 

18. Mantener y desarrollar los contactos, las relaciones y la cooperación con otros pueblos, en particular los que estén divididos por fronteras internacionales. 

19. Impulsar el uso de las vestimentas, los símbolos y los emblemas que los identifiquen. 

20. La limitación de las actividades militares en sus territorios, de acuerdo con la ley. 
 
21. Que la dignidad y diversidad de sus culturas, tradiciones, historias y aspiraciones se reflejen en la educación pública y en los medios de comunicación; la creación de sus propios medios de comunicación social en sus idiomas y el acceso a los demás sin discriminación alguna. 
Los territorios de los pueblos en aislamiento voluntario son de posesión ancestral irreductible e intangible, y en ellos estará vedada todo tipo de actividad extractiva. El Estado adoptará medidas para garantizar sus vidas, hacer respetar su autodeterminación y voluntad de permanecer en aislamiento, y precautelar la observancia de sus derechos. La violación de estos derechos constituirá delito de etnocidio, que será tipificado por la ley. 
 
El Estado garantizará la aplicación de estos derechos colectivos sin discriminación alguna, en condiciones de igualdad y equidad entre mujeres y hombres."

De otro lado, también reconoce derechos territoriales políticos de la siguiente forma (artículo 60):

"Art. 60.- Los pueblos ancestrales, indígenas, afroecuatorianos y montubios podrán constituir circunscripciones territoriales para la preservación de su cultura. La ley regulará su conformación.

Se reconoce a las comunas que tienen propiedad colectiva de la tierra, como una forma ancestral de organización territorial."

El expresidente ecuatoriano Rafael Correa lo define como la coexistencia de varias nacionalidades diferentes en un estado amplio, donde diferentes personas, culturas y puntos de vista existen y se reconocen mutuamente.

### Bolivia

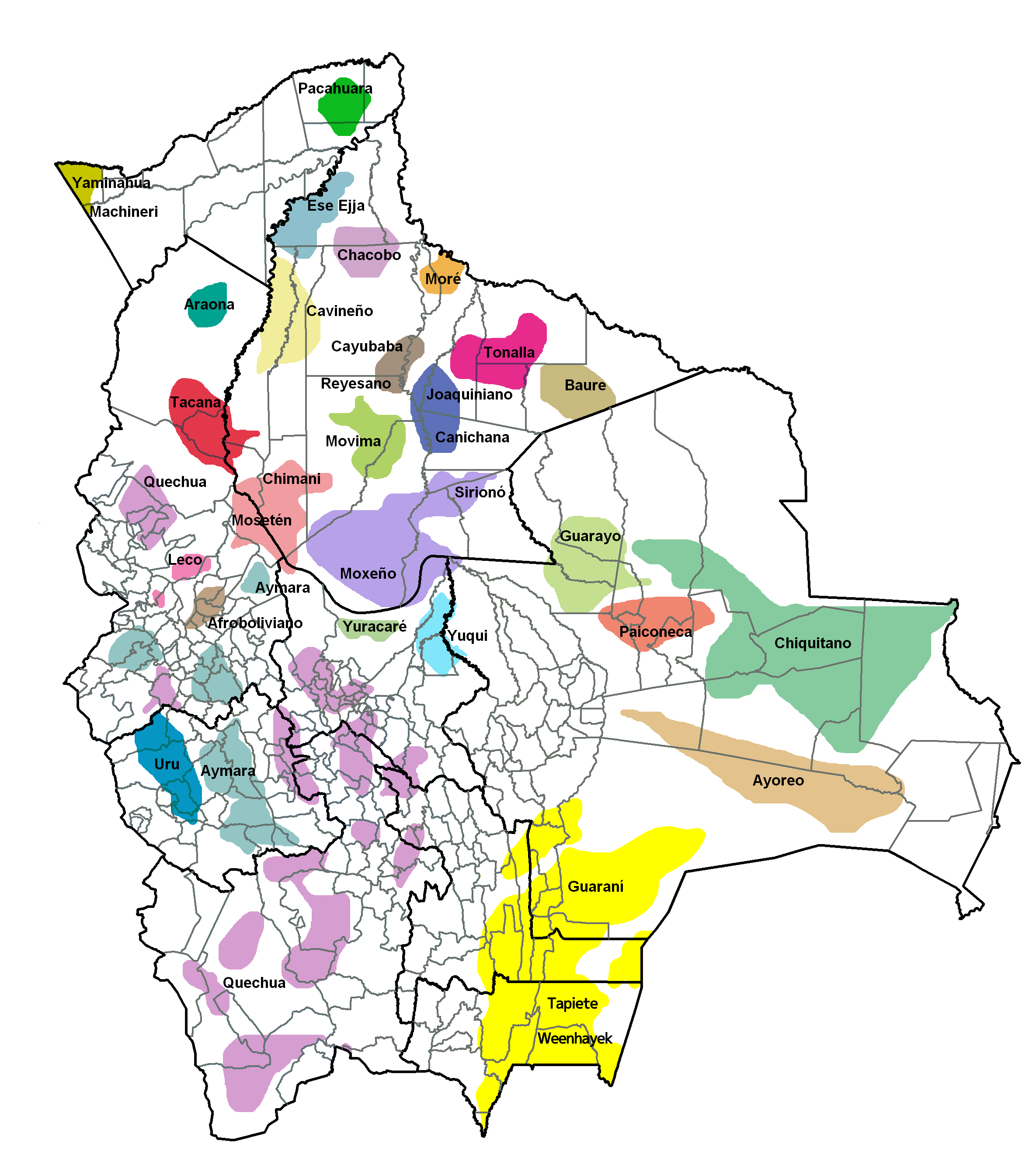
Grupos étnicos de Bolivia.

En el Preámbulo de su Constitución, se cita a las diversas naciones y/o pueblos indígenas que conforman el Estado con la diversidad cultural, para confirmar su composición plural, que en conjunto, constituyen el Pueblo Boliviano.
En la Constitución de 2009, Bolivia se constituye como el "Estado Plurinacional de Bolivia".

«Bolivia se constituye en un Estado Unitario Social de Derecho Plurinacional Comunitario, libre, independiente, soberano, democrático, intercultural, descentralizado y con autonomías. Bolivia se funda en la pluralidad y el pluralismo político, económico, jurídico, cultural y lingüístico, dentro del proceso integrador del país»
Constitución de Bolivia de 2009, Art. 1

«Dada la existencia precolonial de las naciones y pueblos indígena originario campesinos y su dominio ancestral sobre sus territorios, se garantiza su libre determinación en el marco de la unidad del Estado, que consiste en su derecho a la autonomía, al autogobierno, a su cultura, al reconocimiento de sus instituciones y a la consolidación de sus entidades territoriales, conforme a esta Constitución y la ley».
Constitución de Bolivia de 2009, Art. 2

«La nación boliviana está conformada por la totalidad de las bolivianas y los bolivianos, las naciones y pueblos indígena originario campesinos, y las comunidades interculturales y afrobolivianas que en conjunto constituyen el pueblo boliviano»
Constitución de Bolivia de 2009, Art. 3

La Constitución de Bolivia reconoce los siguientes derechos colectivos a las naciones bolivianas:

1. A existir libremente.

2. A su identidad cultural, creencia religiosa, espiritualidades, prácticas y costumbres, y a su propia cosmovisión.

3. A que la identidad cultural de cada uno de sus miembros, si así lo desea, se inscriba junto a la ciudadanía boliviana en su cédula de identidad, pasaporte u otros documentos de identificación con validez legal.

4. A la libre determinación y territorialidad.

5. A que sus instituciones sean parte de la estructura general del Estado. 

6. A la titulación colectiva de tierras y territorios. 

7. A la protección de sus lugares sagrados. 

8. A crear y administrar sistemas, medios y redes de comunicación propios. 

9. A que sus saberes y conocimientos tradicionales, su medicina tradicional, sus idiomas, sus rituales y sus símbolos y vestimentas sean valorados, respetados y promocionados. 

10. A vivir en un medio ambiente sano, con manejo y aprovechamiento adecuado de los ecosistemas. 

11. A la propiedad intelectual colectiva de sus saberes, ciencias y conocimientos, así como a su valoración, uso, promoción y desarrollo. 

12. A una educación intracultural, intercultural y plurilingüe en todo el sistema educativo. 

13. Al sistema de salud universal y gratuito que respete su cosmovisión y prácticas tradicionales. 

14. Al ejercicio de sus sistemas políticos, jurídicos y económicos acorde a su cosmovisión. 

15. A ser consultados mediante procedimientos apropiados, y en particular a través de sus instituciones, cada vez que se prevean medidas legislativas o administrativas susceptibles de afectarles. En este marco, se respetará y garantizará el derecho a la consulta previa obligatoria, realizada por el Estado, de buena fe y concertada, respecto a la explotación de los recursos naturales no renovables en el territorio que habitan. 

16. A la participación en los beneficios de la explotación de los recursos naturales en sus territorios. 

17. A la gestión territorial indígena autónoma, y al uso y aprovechamiento exclusivo de los recursos naturales renovables existentes en su territorio sin perjuicio de los derechos legítimamente adquiridos por terceros. 18. A la participación en los órganos e instituciones del Estado"
Constitución de Bolivia de 2009, Art. 30 Párr. II

## Ejemplos de Estado pluriculturales

### Confederación Perú-Boliviana

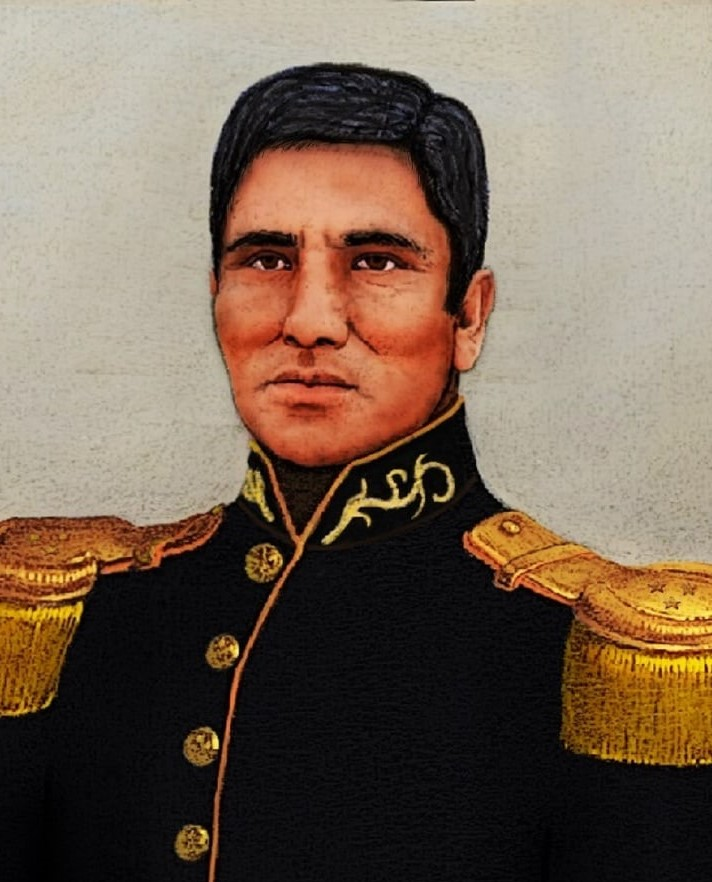
Antonio Huachaca, general confederado de etnia quechua.

Se considera a la Confederación Perú-Boliviana como un antiguo Estado plurinacional, ya que la misma respetaba la heterogeneidad identitaria de los pueblos indígenas, respetaba su organización en «repúblicas de indios», y reconocía su lucha por defender sus formas de vida ancestrales, en contraste con el "proyecto nacional-criollo" homogeneizador que habían emprendido las élites costeñas desde la independencia del Perú y las elites chuquisaqueñas en Bolivia.
Estas repúblicas indígenas, denominadas como "repúblicas de indios", eran territorios que formaban parte de la Confederación, pero que gozaban de una gran autonomía, respetandose se identidad cultural, creencias religiosas, costumbres, y a su propia cosmovisión. Pudiendo conformar sus propios tribunales, nombrar sus propios alcaldes dentro de su territorio, y recaudar sus propios impuestos.
En 1836, los indígenas iquichanos se unieron formalmente al bando de la Confederación Perú-Boliviana, participaron activamente en las guerras de la Confederación. A sus líderes militares se les reconoció sus rangos militares que habían perdido tras la victoria de los criollos en las guerras de independencia hispanoamericanas.
En 1839, el general Huachaca junto con el capital Choque, tras enterarse de la derrota de sus superiores en la batalla de Yungay, tratan de reorganizar al ejército confederado compuesto en su mayoría de indígenas iquichanos para defender la existencia de su estado contra el avance del Ejército Unido Restaurador del Perú, a quienes denominaban como "anticristos republicanos".

### Rusia

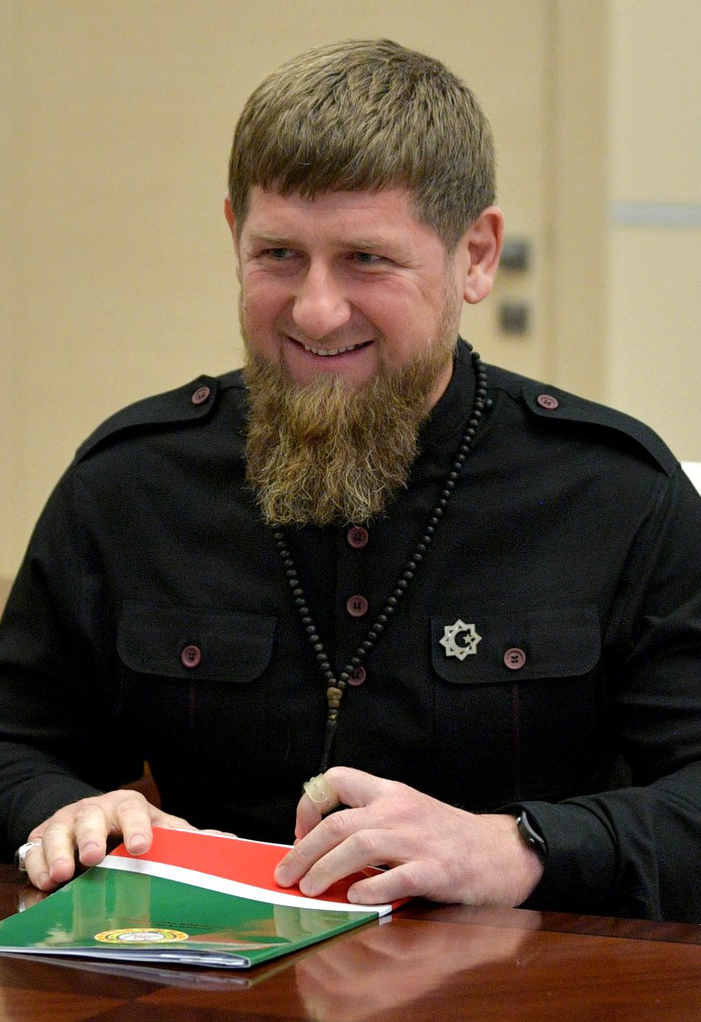
Ramzán Kadírov, Jefe de la República de Chechenia de etnia chechena.

La Constitución del país se refiere tanto en su preámbulo como en su artículo 3 como «pueblo multinacional», un término análogo al recogido tanto en Bolivia como en Ecuador.

«En la Federación Rusa, su pueblo multinacional es el titular de la soberanía y fuente única del poder».
Constitución de Rusia, Art.3

Sin embargo, y a diferencia de los Estado plurinacionales de Ecuador y Bolivia, el Estado Ruso no reconoce derechos políticos colectivos a sus distintas naciones constitutivas. Así, si bien el presidente Vladímir Putin afirmó en una entrevista que «desde sus primeros pasos Rusia se conformó como un Estado plurinacional y multiconfesional, y a lo largo de mil años se conformó una determinada cultura de relaciones», este enunciado no tiene plasmación jurídica en la Constitución del Estado Ruso. Por lo tanto, estaríamos ante un supuesto de reconocimiento de multiplicidad de naciones pero no ante el supuesto de un Estado plurinacional por la falta de pluralismo político, económico y jurídico, de territorialidad y de otorgamiento de derechos colectivos a sus naciones. 

### España
España reconoce la presencia de nacionalidades en el seno de la nación española.

La Constitución se fundamenta en la indisoluble unidad de la Nación española, patria común e indivisible de todos los españoles, y reconoce y garantiza el derecho a la autonomía de las nacionalidades y regiones que la integran y la solidaridad entre todas ellas.
Constitución de España de 1978, Art.2

Desde una perspectiva nacionalista, desde mi perspectiva nacionalista, no puedo dejar de constatar, no sin emoción, que hoy coincidimos todos en la voluntad de poner fin a un Estado centralista; hoy coincidimos todos en alcanzar, por la vía de la autonomía, un nuevo sentido de la unidad de España; y coincidimos casi todos en dar al reconocimiento de la realidad plurinacional de la nación española el sentido de un punto final a viejas querellas internas.
Miquel Roca i Junyent (CiU). Uno de los 7 Padres de la constitución española.

España se fundamenta bajo la concepción del Estado-nación: si bien reconoce la existencia de diversas nacionalidades dentro de su territorio, no especifica de cuáles se trata ni otorga derechos políticos colectivos a éstas. Las comunidades autónomas que integran el Estado español están sujetas jurídica, política y económicamente al Estado central; con ausencia de pluralismo, interculturalidad y otorgamiento de espacios políticos de poder a las distintas nacionalidades a nivel general del Estado.

### Otros países
En Perú, «el Estado reconoce y protege la pluralidad étnica y cultural». No obstante, este reconocimiento identitario no otorga derechos colectivos a las naciones constituidas en el territorio peruano (awajún, chapra, ashaninka, etc.). Estaríamos en este caso ante un Estado-nación pluricultural.
En México, el artículo 2.º de la Constitución Mexicana define a este país como una nación pluricultural fundada sobre sus pueblos indígenas u originarios y establece sus derechos de organización social, económica, política y cultural propia. Conforme al artículo 4.º de la Ley General de Derechos Lingüísticos de los Pueblos Indígenas, las lenguas originarias y el español han sido declaradas «lenguas nacionales» por su carácter histórico, por lo que cuentan con la misma validez en todo el territorio mexicano. No obstante, no otorga derechos colectivos a los pueblos y naciones que constituyen el Estado mexicano, por lo que estaríamos ante un Estado-nación pluricultural.
La Confederación Suiza (como se le conoce oficialmente), si bien no aplica dentro del concepto de plurinacionalidad, tiene tan solo reconocida la diversidad de lenguas en sus territorios, diversidad cultural y social. Este reconocimiento parte desde la perspectiva de Estado pluricultural.
En Bélgica, la situación es distinta a la Suiza, pero con el denominador común de que tampoco se reconoce la plurinacionalidad como tal, pero sí se habla de comunidades dentro de la propia Bélgica (comunidad francesa, comunidad flamenca y comunidad de habla alemana), teniendo cuatro regiones lingüísticas diferentes. Por lo tanto, estaríamos ante Estados-naciones pluriculturales.

## Intentos de conformación de Estados plurinacionales

### Chile

Representación usada en el sistema educativo chileno acerca de la distribución de los principales pueblos indígenas de Chile.

El 2022, se llevó a cabo un plebiscito constitucional con la finalidad de convertir a Chile en un Estado Plurinacional, mismo referéndum que fue ampliamente rechazado por el 61.89 % de los votos. Según algunos analistas, los pueblos indígenas en Chile sólo comprenden el 12% de la población chilena, un porcentaje muy menor de la población, siendo este uno de los motivos por el que se rechazó la plurinacionalidad.

### Brasil
En Brasil también hay un debate sobre el plurinacionalismo constitucional, basado en el mismo modelo que en Chile y Bolivia, y el plurinacionalismo federativo, que uniría tanto el modelo federativo brasileño como el modelo plurinacional de Bolivia. La idea ya ha sido y es apoyada por varios grupos indígenas y partidos de izquierda en Brasil. Sin embargo, la principal razón por la que la idea no prospera se debe al artículo 60 del párrafo 4 de la Constitución, que no permite cambios en el modelo federativo brasileño. Aun así, el debate sobre la adopción de un modelo plurinacional en Brasil continúa. Si bien hay movimientos indígenas que apoyan la idea, también hay otros grupos que señalan que tal idea es inconstitucional y violaría cláusulas esenciales de la constitución de 1988, además de abrir espacio para el separatismo indígena y el separatismo quilombola en Brasil. Citas requeridas
Otro debate sobre el plurinacionalismo brasileño es la cuestión de si incluir o no a los inmigrantes, como es el caso de los vénetos brasileños, los pomeranos brasileños y los japoneses brasileños. Esto cuenta con el apoyo de diversos grupos y movimientos afines a ellos. Aunque no existe una posición clara y definitiva de los grupos plurinacionalistas que apoyan tanto el modelo de plurinacionalismo constitucional como el de plurinacionalismo federativo. Citas requeridas

1. Chile es un Estado social y democrático de derecho. Es plurinacional,
intercultural, regional y ecológico.
Consitución de Chile (Propuesta), Articulo 1

1. Chile reconoce la coexistencia de diversos pueblos y naciones en el marco de la unidad del Estado.
2. Son pueblos y naciones indígenas preexistentes los Mapuche, Aymara, Rapanui, Lickanantay, Quechua, Colla, Diaguita, Chango, Kawésqar, Yagán, Selk'nam y otros que puedan ser reconocidos en la forma que establezca la ley.
3. Es deber del Estado respetar, promover, proteger y garantizar el ejercicio de la libre determinación, los derechos colectivos e individuales de los cuales son titulares y su efectiva participación en el ejercicio y distribución del poder, incorporando su representación política en órganos de elección popular a nivel comunal, regional y nacional, así como en la estructura del Estado, sus órganos e instituciones.
Consitución de Chile (Propuesta), Articulo 5

1. El Estado es plurilingüe. Su idioma oficial es el castellano. Los idiomas indígenas son oficiales en sus territorios y en zonas de alta densidad poblacional de cada pueblo y nación indígena. El Estado promueve su conocimiento, revitalización, valoración y respeto.
Consitución de Chile (Propuesta), Articulo 12